# アフリカダイ属
アフリカダイ属 (学名: Boops) は、タイ科の下位分類群の1つ。1種は西大西洋と地中海に、もう1種は西インド洋に分布する。

## 分類と名称
1814年にフランスの動物学者であるジョルジュ・キュヴィエによって初めて属として提案され、その唯一の種は Sparus boops であった。S. boops は、1758年にカール・フォン・リンネによって「自然の体系」の中で記載され、タイプ産地は地中海であった。アフリカダイ亜科に分類されることもあるが、『Fishes of the World』第5版ではタイ科に亜科を認めていない。従来スズキ目に分類されていたが、『Fishes of the World』第5版では、タイ目に分類されている。属名は古代ギリシア語における「bo (牛)」と「ops (目)」を組み合わせたもので、大きな目に由来する。

## 下位分類
以下の種が分類されている。
- Boops boops (Linnaeus, 1758) アフリカダイ (Bogue)
- Boops lineatus (Boulenger, 1892) (Striped boga)

## 分布と生息地
アフリカダイはノルウェー南部からアンゴラまでの大西洋東部、地中海、黒海に分布する。B. lineatus はイエメン中央部からオマーン湾までのアラビア半島の南岸沿いのインド洋西部に分布する。沿岸付近の浅場で群れを作り生活する。

## 形態
体は魚雷型で細長く、眼は大きく直径は吻よりも長い。胸鰭は短く、頭長の4分の3であり、尾鰭は深く二叉する。顎には一列の歯があり、切歯のような形をしている。体は銀色で、暗い縞模様が入る。アフリカダイは最大全長40 cm、B. lineatus は最大全長25 cm。

## 人との関わり
S. lineatus は商業的には漁獲されていないが、アフリカダイは商業漁業の対象となり、食用、マグロ漁業の餌、魚粉の製造に使用される。